# Scytalopus robbinsi
Scytalopus robbinsi е вид птица от семейство Rhinocryptidae. Видът е застрашен от изчезване.

## Разпространение
Видът е разпространен в Еквадор.